# 渡氏烏灰蝶
渡氏烏灰蝶（学名：Fixsenia watarii），又名武大洒灰蝶、紅點烏小灰蝶、余寬烏小灰蝶、渡氏烏小灰蝶、渡氏綫灰蝶，为灰蝶科烏灰蝶屬下的一个种，或置於灑灰蝶屬之下。本種之種小名及中文名係紀念發現者，日籍蝴蝶收藏家渡正監。

## 描述
本種為中小型灰蝶，雌雄外觀相近，無明顯二型性。雄蝶前足跗節癒合，雌蝶則不癒合。
體背褐至黑褐色，腹面灰白。頭部具被毛，複眼有白色輪緣；下唇鬚漸細，末端尖，黑褐色，內側密布白鱗，外側帶白斑；觸角褐色帶白環；口器黑褐色。足黑褐色，有白紋。
前翅長13-16 mm，呈三角形，外緣與前緣略弧；後翅卵形，CuA2脈具絲狀尾突，CuA1脈末端有短突起，臀區葉狀突發達。
翅背面底色褐或黑褐色，前翅中央常具橙紅斑，後翅與葉狀突亦有橙紅色斑點與紋。翅腹面褐至土黃色，中央具白色線紋，前翅斜行，後翅呈波狀或W形。亞外緣具橙色及黑褐色斑列，部分鑲白邊。CuA1室具黑斑與橙紅弦月紋形成的眼狀斑，臀區具黑斑、橙色紋與藍鱗。緣毛為褐白相間或以白色為主。

## 分布
本種為台灣特有種，分布於台灣本島中、低海拔地區常綠闊葉林。

## 生態習性
本種幼蟲以薔薇科笑靨花為食，一年一世代，成蟲於春、夏時期出現，以卵態越冬。

## 資料來源
1. ↑  徐堉峰，梁家源，黃智偉. . 行政院農業委員會林務局. 2020-04. ISBN 9789865440985.

## 外部連結
- 维基共享资源上的相關多媒體資源：渡氏烏灰蝶